# Kumanogawa (Wakayama)
Kumanogawa (熊野川町, Kumanogawa-cho) was een gemeente in het District Higashimuro van de prefectuur Wakayama. Het is een enclave die gelegen is op de grens tussen de prefecturen Mie en Nara.
Op 30 juni 2005 had de gemeente 2040 inwoners en een bevolkingsdichtheid van 11,63 inw./km². De oppervlakte van de gemeente bedroeg 175,47 km².
Op 1 oktober 2005 werd de gemeente Kumanogawa aangehecht bij de stad Shingu. Aldus hield ze op te bestaan als een zelfstandige entiteit.
Steden:
Arida · Gobo · Hashimoto · Iwade · Kainan · Kinokawa · Shingu · Tanabe · Wakayama (hoofdstad)

Districten:
Arida · Hidaka · Higashimuro · Ito · Kaiso · Nishimuro
Gemeenten per district